# Jean Chrétien
Joseph Jacques Jean Chrétien, más conocido como Jean Chrétien (Shawinigan, Quebec, 11 de enero de 1934), fue el 20.º primer ministro de Canadá entre 1993 y 2003.

## Biografía
Nació en Shawinigan, Quebec. Jean Chrétien estudió leyes en la Université Laval.  
Hijo de un obrero industrial con 18 hermanos de los cuales los 10 mayores que él fallecieron muy jóvenes, y se crio y educó en un ambiente francófono.
En su infancia, como consecuencia de un congelamiento, sufrió un ataque de parálisis facial periférica, quedando el lado izquierdo de su rostro permanentemente paralizado.  
Chrétien usó esto en su primera campaña del partido Liberal en la que fue líder, diciendo que él era "Un Político que no hablaba por dos lados de su boca". 
El 10 de septiembre de 1957, se casó con Aline Chainé. Tuvieron dos hijos Hubert y Michel y una hija France.
En 1958 comenzó a ejercer la abogacía en un bufete de cinco socios, siendo además militante activo del Partido Liberal de Canadá (PL).
Fue primer ministro de Canadá por el PL, llegando al poder con un programa de corte social-liberal en el año 1993renunciando en el año 2003 en medio de escándalos de corrupción y la lucha por la sucesión dentro de su partido
En el día de su cumpleaños 91, publicó un artículo en el periódico The globe and Mail como respuesta a Donald Trump, y sus declaraciones sobre que Canadá debería convertirse en el Estado número 51, calificándolas como : "Insultos totalmente inaceptables y amenazas sin precedentes sobre nuestra soberanía"
Agregando en otra parte lo siguiente: "A Donald Trump le digo, de un viejo a otro, ¡recapacita! ¿Qué te hace pensar que los canadienses alguna vez renunciarían al mejor país del mundo para unirse a Estados Unidos?"
Jean Chrétien es Miembro Honorario de la Fundación Internacional Raoul Wallenberg.